# 各務康貴
各務 康貴 (かくむ やすたか) は、日本の起業家、医師。マウスピース矯正サービスhanaraviを提供する株式会社DRIPSの代表取締役。

## 略歴・人物
大分大学医学部卒業後、救急医療や在宅医療に従事。その後、電通コンサルティングにて中長期戦略策定・新規事業開発・ブランディング戦略などに従事。2019年に株式会社DRIPSを創業。2020年5月に、マウスピース矯正サービスであるhanaraviをリリース。

## 取材記事
- 100BANCHインタビュー
- BS朝日『Fresh Faces ～アタラシイヒト～』